# Lybius vieilloti
Lybius vieilloti е вид малка птица от семейство Либиеви (Lybiidae).

## Разпространение
Видът е разпространен в Бенин, Буркина Фасо, Гамбия, Гана, Гвинея, Гвинея-Бисау, Еритрея, Етиопия, Камерун, Демократична република Конго, Кот д'Ивоар, Либерия, Мали, Мавритания, Нигер, Нигерия, Сенегал, Сиера Леоне, Судан, Того, Централноафриканската република, Чад и Южен Судан.